# میشل بت آدام
میشل بت آدام (عبری: מיכל בת-אדם؛ زادهٔ ۲ مارس ۱۹۴۵) کارگردان فیلم، فیلم‌نامه‌نویس، تهیه‌کننده فیلم، هنرپیشه، موسیقی‌دان، آموزگار اهل اسرائیل است.
از فیلم‌ها یا برنامه‌های تلویزیونی که وی در آن نقش داشته‌است می‌توان به مادام رزا، هانا ک. اشاره کرد.